# Action civile en France
 (mars 2019).
Si vous disposez d'ouvrages ou d'articles de référence ou si vous connaissez des sites web de qualité traitant du thème abordé ici, merci de compléter l'article en donnant les références utiles à sa vérifiabilité et en les liant à la section « Notes et références ».
L'action civile est l'action ouverte à la victime d'une infraction pénale en réparation du dommage que celle-ci lui a causé,,. Elle peut être exercée, au choix de la victime, soit en même temps que l'action publique, devant les juridictions répressives, soit séparément devant les juridictions civiles. Elle doit être distinguée de la constitution de partie civile, qui permet à la victime d'une infraction de mettre en mouvement l'action publique indépendamment de son droit à la réparation, et donc de toute demande de ce chef. Elle se distingue également de l'action de nature civile, qui est exercée devant les tribunaux civils en réparation d'un dommage, mais en l'absence de toute infraction pénale. 
L'action civile existe lorsque l'infraction a porté atteinte à un intérêt privé conjointement à l'atteinte à l'ordre public. L'action civile peut donc se faire à côté de l'action publique.

## Conditions d'exercice

### Conditions générales à l'action en justice
Comme pour toute action en justice, l'action civile nécessite que le requérant ait la capacité juridique et un intérêt à agir.

### Conditions spéciales à l'action civile

#### Infraction à l'origine du dommage
Il faut en principe qu'il y ait une infraction punissable pénalement à l'origine du dommage. Il faut donc que l'action publique soit recevable pour que l'action civile puisse aboutir. L'action civile n'est ainsi pas recevable si le dommage n'a pas été causé par une infraction pénale, ou si l'action publique n'est plus recevable pour les raisons énumérées par l'article 6 du code de procédure pénale (amnistie, prescription, autorité de la chose jugée, décès du délinquant, etc.).
Il existe cependant des exceptions prévues par le législateur afin d'indemniser plus facilement les victimes. Ainsi le tribunal correctionnel peut recevoir l'action civile pour les infractions non intentionnelles où il a prononcé la relaxe. Le juge pénal applique alors la responsabilité civile et doit donc caractériser la faute.

#### Existence d'un dommage

##### Principe
L'existence d'un dommage est une condition de recevabilité de l'action civile. La nature du dommage est indifférente dès lors que celui-ci est certain et actuel (dommage physique, préjudice économique, matériel, moral, etc.).
De plus, selon l'article 2 du Code de procédure pénale, le dommage doit être personnel, c'est-à-dire que l'intéressé doit avoir personnellement souffert des faits objets de la poursuite. En outre, le lien de causalité doit être direct. En d'autres termes, le dommage doit résulter directement de l'infraction poursuivie.
Le caractère est apprécié au cas par cas par les juges. Ils l'admettent toujours dès lors que le dommage est un élément constitutif de l'infraction. Ils l'ont également admis dans certains cas pour des infractions formelles ainsi que pour des infractions d'intérêt général.

##### Exceptions
La jurisprudence admet que les proches de la victime se constituent partie civile dans les cas d'atteinte involontaire à l'intégrité physique de la personne, d'homicide involontaire, de blessures involontaires, de violences volontaires, d'abus d'ignorance et de faiblesse. Les juges qualifient alors artificiellement de directe la souffrance causée par la vue du spectacle des souffrances endurées par la victime. Cette exception a été admise dans le souci pratique d'indemniser rapidement les proches sans qu'ils aient à passer par les tribunaux civils.

## Modalités d'exercice
L'action civile se manifeste par la citation directe et la constitution de partie civile.
La citation directe permet à la partie civile de saisir directement la juridiction de jugement sans passer par la phase d'instruction. Elle n'est possible que pour les délits et les contraventions.
La constitution de partie civile est l'acte de procédure par lequel la victime manifeste sa volonté d'agir devant les juridictions pénales pour obtenir la reconnaissance de culpabilité de l'auteur et des dommages-intérêts.